# Tygrys. Oblężenie Seringapatam 1799
Tygrys. Oblężenie Seringapatam 1799 (oryg. eng. Sharpe's Tiger) – powieść historyczna brytyjskiego pisarza Bernarda Cornwella. Chronologicznie pod względem fabuły jest pierwszą częścią cyklu "Kampanie Richarda Sharpe'a".
Po raz pierwszy opublikowana w 1997 roku przez wydawnictwo HarperCollins, natomiast w Polsce powieść została wydana w 2008 roku przez Instytut Wydawniczy Erica. Na okładce książki w wydaniu polskim wykorzystano obraz "Ostatnia walka i upadek sułtana Tipu" Henry'ego Singletona.

## Opis
Richard Sharpe jest szeregowcem 33 Regimentu armii Brytyjskiej, znudzony monotonią służby wojskowej planuje dezercję. Przeszkadza mu w tym prowokacja dokonana przez Obadiaha Hakeswilla, w wyniku której na Sharpie, ma być wykonana kara 2000 batów. Jednak dzięki porucznikowi Lawfordowi, główny bohater unika pełnej kary, przez co zawdzięcza mu również życie. W zamian zapłaty za uwolnienie, ma pomóc porucznikowi Lawfordowi w misji uratowania pułkownika McCandlessa. Udają dezerterów, przedostają się do armii Sułtana Tipu, przez co odkrywają pułapkę zastawioną na wojska brytyjskie. Sharpe i Lawford usiłują znaleźć sposób na przekazanie informacji Brytyjczykom. Podczas bitwy zostaje pojmany Hakeswill. Sułtan Tipu chce złożyć ofiarę z ludzi wśród których jest pojmany Obadiah. Ten chcąc ratować swoje życie, zdradza Tipu prawdziwą tożsamość Lawforda oraz Sharpa, tym samym przyczynia się do uwięzienia ich w więzieniu. W trakcie przygotowań armii Brytyjskiej do ataku, Mary Bickerstaff ratuje Richarda oraz jego towarzyszy. Sharpe wysadza pułapkę przygotowaną przez wojska Majsaru. Gdy Tipu próbował uciec z miasta Richard pozbawia go życia oraz przywłaszcza sobie jego klejnoty. Sharpe rzucił na pożarcie tygrysom Obadiaha Hakeswilla, jednak ten przeżył, zwięrzęta były najedzone, przez co go zignorowały i wróg Sharpa przeżył.

## Tło historyczne

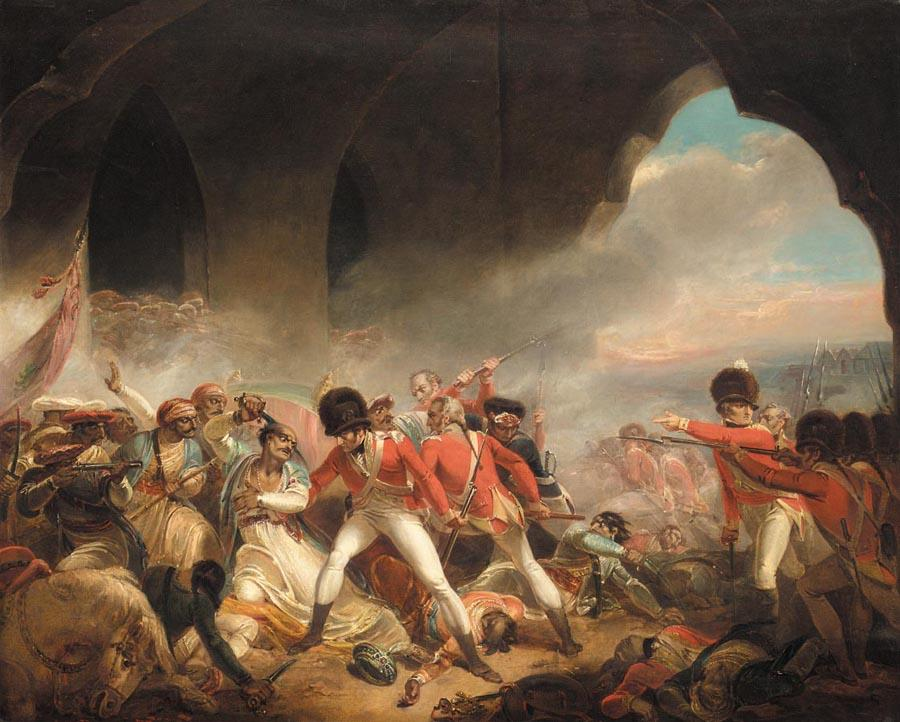
Obraz "Ostatnia walka i upadek sułtana Tipu"(org. eng. "The Last Effort and Fall of Tippoo Sultaun") Henry Singleton

Akcja utworu rozgrywa się pod koniec XVIII w. w Indiach. Po trzech przebytych wojnach (pierwsza wojna, druga wojna, trzecia wojna ) armii Brytyjskiej z armią Majsuru. W 1799 r. podczas czwartej wojny (1798-1799) Kompania Wschodnioindyjska wraz z sojuszniczymi wojskami Hajdarabadu prowadzi inwazję na królestwo Majsaru. Dochodzi do oblężenia Seringaptam, które zakończyło się zwycięstwem sił Brytyjskich i ich sojuszników. Siły Majsaru zostały pokonane, a sułtan Tipu zginął. Była to ostateczna konfrontacja sił zbrojnych i zakończenie serii wojen, które trwały przez ostatnie trzy dekady XVIII w.

## Postacie
- Richard Sharpe - główny bohater, szeregowiec 33 Regimentu w Brytyjskiej armii
- Porucznik William Lawford - pomaga Sharpowi uwolnić pułkownika Hectora McCandlessa
- Mary Bickerstaff - wdowa po sierżancie Jemie Bickerstaffie, pół brytyjka - pół hinduska, kochanka Sharpa
- Generał George Harris - dowódca wojsk Brytyjskich
- Generał dywizji David Baird - były więzień Seringapatam, szkocki dowódca pochłonięty rządzą zemsty
- Pułkownik Arthur Wellesley - oficer, który uratował Sharpa z rąk Hakeswilla, późniejszy książę Wellington
- Pułkownik Hector McCandless - szkocki oficer wywiadu Brytyjskiej Kompanii Wschodnioindyjskiej, przetrzymywany w niewoli przez sułtana Tipu w lochach Seringapatam
- Tipu - tytułowy Tygyrs, wódz Majsaru
- Pułkownik Jean Gudin - francuz, konsultant i łącznik sułtana Tipu
- Sierżant Obadiah Hakeswill - wróg Sharpa, wierzy, że nie może umrzeć
- Porucznik Fitzgerald Brevet - zamordowany przez Hakeswilla
- Chorąży Hicks - młodszy oficer w kompanii lekkiej
- Kapitan Morris - dowódca 33 lekkiej kompanii
- Major Shee - dowódca 33 Regimentu
- Pułkownik Gent - oficer odpowiedzialny za zorganizowanie wyłomu
- Generał Appah Rao - oficer hinduski w armii Tipu